# Паяса

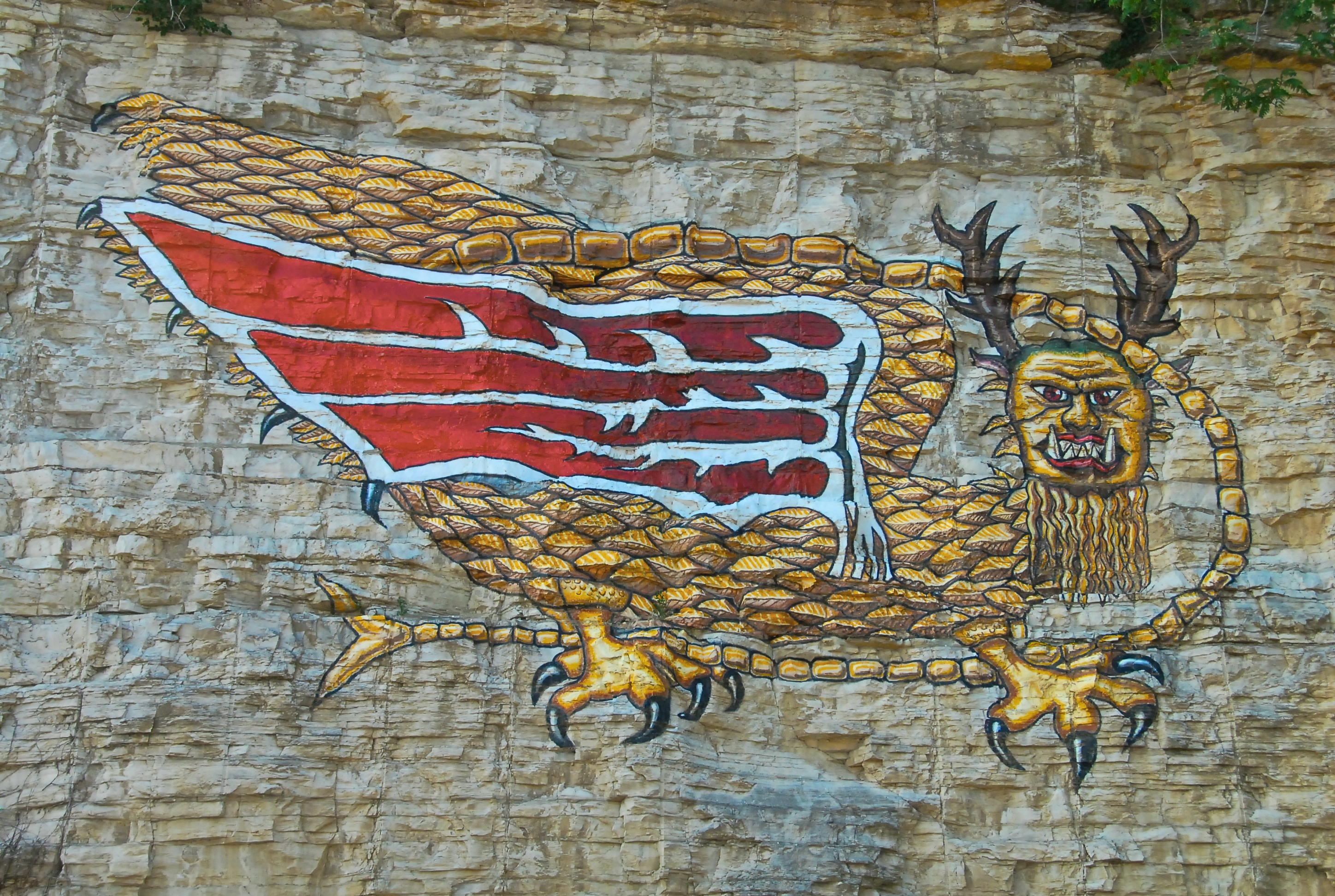
Паяса — сучасне зображення на скелях біля річки Міссісіпі, р. Олтон. На початковому малюнку, що не дійшов до наших днів, крила були відсутні

Паяса (Piasa, /ˈpajəˌsɑː/, мовою оджибве — «карликова істота») — міфічна істота індіанців, зображена на скелі біля річки Міссісіпі. Початкове зображення, розташоване в окрузі Джерсі поблизу сучасного міста Елса в штаті Іллінойс, виявив французький священик Жак Марке 1673 року. Зображення неодноразово описували і навіть змалювали інші мандрівники, проте донині воно не збереглося. Нове зображення, засноване на старовинних описах та літографіях, проте з доданням крил, створено в м. Олтон за кілька кілометрів на південний схід від початкового розташування.